# Villa Rustica (Bochingen)
Die Villa Rustica in Bochingen war eine archäologische Fundstätte im Oberndorfer Gemeindeteil Bochingen im baden-württembergischen Landkreis Rottweil in Deutschland.
Sie befand sich südlich der Balinger Straße zwischen dem Kreisverkehr und der Auffahrt zur A 81.

## Ausgrabung
Anlässlich der Ausweisung eines neuen Gewerbegebietes fanden von 1993 bis 2005 Notgrabungen statt, bei denen eine Villa Rustica freigelegt wurde. Sie umfasste ein umschlossenes Areal von etwa 3,2 Hektar (= 32.000 m²). Der antike landwirtschaftliche Betrieb wird in die Zeit von 100 bis 250 datiert. Zu der Anlage gehörten ein Wohngebäude, ein Bad und zwei Nebengebäude aus Stein. Als Funktion der Nebengebäude werden Speicher und Stall vermutet.

## Besondere Befunde
Von besonderem Interesse sind hier nicht das eigentliche Gutshaus, sondern die Nebengebäude: Gebäude 3 östlich vom Hauptgebäude und das kleine Gebäude 4 in der Südostecke des ummauerten Areals. Bei diesen Zweckbauten ist – vermutlich infolge eines Erdbebens – zunächst das Ziegeldach nach unten gestürzt, und danach sind die Wände im Mauerverband nach außen geklappt. Anschließend wurden sie durch Abschwemmungen von einem nahen Hang in diesem Zustand konserviert. Offensichtlich war der Gutshof zu diesem Zeitpunkt bereits aufgelassen. 
Daraus ergibt sich die für die römischen Nordwestprovinzen sehr seltene Möglichkeit, aufgehendes Mauerwerk bis zum Dach untersuchen zu können.
- Gebäude 3 hatte eine Grundfläche von 18 × 15 Meter. Die Seitenwände waren 7,2 Meter hoch, der Giebel 12 Meter. Das Dach hatte somit eine Neigung von 33°.
- Gebäude 4 hatte eine Grundfläche von 10 × 15 Meter. Hier sind eine Quer- und eine Längswand nach außen umgeklappt. Sehr schön stellte sich die liegende Längswand dar mit großem Eingangstor, das von zwei Rundbogenfenstern flankiert wurde. Die Höhe des Tores betrug 5,5 Meter bei 3 Meter Breite. Die 80 Zentimeter breiten Fenster waren zwei Meter hoch.

Der ungewöhnliche Befund zeigte auch architektonische Details, etwa Sandsteinplättchen um die Bögen oder profilierte Auflagensteine für die Dachbalken.

## Touristische Aufbereitung
Die Fundstätte ist durch das Gewerbegebiet überbaut, so dass die Lage der Villa Rustica vor Ort nicht mehr nachvollzogen werden kann. Einzelfunde zeigt das Museum im Schwedenbau. Da in der Nähe der Fundstätte die Römerstraße Neckar–Alb–Aare vorbeiführt, wurde auf dem Kreisverkehr Bochingen im Dezember 2005 das Kunstwerk „Fallende Mauer“ von Johannes Pfeiffer installiert, das die im Fallen begriffene Längswand des Gebäudes 4 zeigt.